# Flachau
Flachau – gmina w Austrii, w kraju związkowym Salzburg, w powiecie St. Johann im Pongau. Liczy 2739 mieszkańców na powierzchni 117,33 km² (1 stycznia 2015). Znana jest ze swojej rozbudowanej infrastruktury narciarskiej.

## Ośrodek narciarski Flachau - Ski Amade
Flachau to jeden z najmodniejszych resortów narciarskich w Austrii – w samym sercu Ski Amade. Wraz z sektorami: Wagrain, St. Johann - Alpendorf, Flachauwinkl i Zauchensee, połączonymi ze sobą siecią nowoczesnych wyciągów, oferuje jazdę na 210 km tras narciarskich. Dzięki wciąż rozwijającej się infrastrukturze narciarskiej w sezonie zimowym 2020/21, miłośnicy sportów zimowych, będą mieli do dyspozycji tylko w tym rejonie 12 szczytów, w 5 dolinach. Pozostałe szczyty kompleksu Ski Amade oferujące kolejne 550 km tras czeka na wyciągnięcie ręki. A to wszystko na jednym skipasie, zaledwie 8 godzin jazdy samochodem z Polski. Teren narciarski Flachau i jego okolica imponuje wygodnymi wyciągami i różnorodną ofertą dla narciarzy i snowboardzistów na każdym poziomie.